# Mesocapromys sanfelipensis
Mesocapromys sanfelipensis é uma espécie de roedor da família Capromyidae. Endêmica de Cuba, e conhecida de apenas quatro exemplares coletados no Cayo Juan Garcia, Arquipélago de los Canarreos, província de Pinar del Río. Acredita-se que a espécie esteja extinta, devido a vários incêndios que assolaram o Cayo Juan Garcia. Os últimos exemplares foram coletados em 1978.